# نوورومانوفکا
نوورومانوفکا (به لاتین: Novoromanovka) یک منطقهٔ مسکونی در روسیه است که در داغستان واقع شده‌است.